# Rozhysche
Rozhysche (tiếng Ukraina: Рожище) là một thành phố của Ukraina. Thành phố này thuộc tỉnh Volyn. Thành phố này có diện tích ? km2, dân số theo điều tra dân số năm 2001 là 13636 người.